# Brooke Smith
Brooke Smith (* 22. Mai 1967 in New York City, New York) ist eine US-amerikanische Schauspielerin.

## Leben
Brooke Smith ist die Tochter des Verlegers Gene Smith und dessen Ehefrau und Journalistin Lois Smith. Der amerikanische Schauspieler Robert Redford ist ihr Patenonkel. Brooke Smith ist Absolventin der American Academy of Dramatic Arts. Sie ist seit dem 6. Januar 1999 mit dem russischen Filmproduzenten Steve Lubensky verheiratet und brachte 2001 eine Tochter zur Welt. 2008 adoptierte das Paar ein Mädchen aus Äthiopien. Smith lebt in New York City und in Beachwood Canyon in Los Angeles, Kalifornien.
Seit 1988 spielte sie kleinere Rollen in zahlreichen Spielfilmen. Ihre erste bekanntere Filmrolle hatte sie 1991 als Catherine Martin, die entführte junge Frau in Das Schweigen der Lämmer. 1995 wurde sie für ihre Darstellung der Sonya in Vanja auf der 42. Straße u. a. für den Independent Spirit Awards nominiert. 2002 hatte sie als Officer Swanson in Bad Company – Die Welt ist in guten Händen eine Nebenrolle.
In den letzten Jahren hatte sie außerdem einige wiederkehrende Rollen in bekannten Fernsehserien: In Six Feet Under trat sie 2004 als Carolyn Pope, eine von Claire Fishers Kunstdozentinnen, auf. 2007 spielte sie in dreizehn Episoden Dr. Kate Switzer in Crossing Jordan. Später im selben Jahr war sie als Valerie Scottson in Weeds zu sehen. Größere Bekanntheit erreichte sie als Kardiologin Dr. Erica Hahn in Grey’s Anatomy, wo sie sich – nach vorangegangenen Gastauftritten – ab 2006 in der vierten und fünften Staffel als fester Teil des Ensembles etablierte. Für diese Rolle war sie 2008 für einen Screen Actors Guild Award und 2009 für einen Emmy nominiert.

## Filmografie (Auswahl)
- 1988: Wilde Jahre in Paris (The Moderns)
- 1991: Das Schweigen der Lämmer (The Silence of the Lambs)
- 1993: Die Nacht mit meinem Traummann (The Night We Never Met)
- 1993: Mr. Wonderful
- 1994: Vanja auf der 42. Straße (Vanya on 42nd Street)
- 1995: Last Summer in the Hamptons
- 1996: Trees Lounge – Die Bar, in der sich alles dreht (Trees Lounge)
- 1996: Kansas City
- 1996, 2005, 2007: Law & Order (Fernsehserie, 3 Episoden)
- 1998: The Broken Giant
- 1998: Remembering Sex
- 1999: Begegnung des Schicksals (Random Hearts)
- 2000: Eventual Wife
- 2001: Series 7 – Bist du bereit? (Series 7: The Contenders)
- 2002: For Earth Below
- 2002: Bad Company – Die Welt ist in guten Händen (Bad Company)
- 2004: Melinda und Melinda (Melinda and Melinda)
- 2004: Alice Paul – Der Weg ins Licht (Iron Jawed Angels)
- 2005: Shooting Vegetarians
- 2005: In den Schuhen meiner Schwester (In Her Shoes)
- 2006: Namesake – Zwei Welten, eine Reise (The Namesake)
- 2006–2008: Grey’s Anatomy (Fernsehserie, 25 Episoden)
- 2007: Crossing Jordan – Pathologin mit Profil (Crossing Jordan, Fernsehserie, 13 Episoden)
- 2007: Weeds – Kleine Deals unter Nachbarn (Weeds, Fernsehserie, 4 Episoden)
- 2010: Fair Game – Nichts ist gefährlicher als die Wahrheit (Fair Game)
- 2010: Criminal Minds (Fernsehserie, Episode 5x16)
- 2010: A Little Help
- 2012: Law & Order: Special Victims Unit (Fernsehserie, Episode 13x23)
- 2012: American Horror Story (American Horror Story: Asylum, Fernsehserie, Episode 2x09)
- 2013: Graceland (Fernsehserie, Episode 1x01)
- 2013: Labor Day
- 2013–2015: Ray Donovan (Fernsehserie, 13 Episoden)
- 2014: Interstellar
- 2015: Day Out of Days
- 2016: Broken Links
- 2017: To the Bone
- 2017: Bosch (Fernsehserie, 5 Episoden)
- 2017: Bates Motel (Fernsehserie, 6 Episoden)
- 2018: Supergirl (Fernsehserie, Episode 3x14)
- 2018: The Crossing (Fernsehserie, Episode 1x8)
- 2019: Unbelievable (Fernsehserie, Episode 1x07)
- 2019: The Act (Fernsehserie, Episode 1x04)
- 2019: Bombshell
- 2019: The Good Fight (Fernsehserie, Episode 3x06)
- 2020: The Chris Watts Story (Fernsehfilm)
- 2020–2021: Big Sky (Fernsehserie)
- 2021: FBI: Most Wanted (Fernsehserie, Episode 2x07)
- 2021: Them (Fernsehserie)
- 2023: Class of ’09 (Miniserie, 8 Episoden)
- 2024: Grotesquerie (Fernsehserie, 5 Episoden)

## Filmpreise
- 1994; Nominierung für den Boston Society of Film Critics Award als beste Hauptdarstellerin (Vanja auf der 42. Straße)
- Nominierung für den Chlotrudis Award als beste Nebendarstellerin (Vanja auf der 42. Straße)
- Nominierung für den Independent Spirit Award als beste Nebendarstellerin (Vanja auf der 42. Straße)
- 1994; Nominierung für den National Society of Film Critics Award als beste Nebendarstellerin (Vanja auf der 42. Straße)